# Cynric de Wessex
Cynric de Wessex fue rey de Wessex entre 534 y 560. 

## Reinado
Todo lo que se conoce acerca de él procede de la Crónica anglosajona, en la cual existen algunas contradicciones. Por un lado, se asegura que Cynric es hijo de Cerdic, pero en la lista de reyes incluida en el prefacio figura como el hijo de Creoda (otro hijo de Cerdic).
Durante su reinado se dice que conquistó algunas zonas cercanas a Salisbury, como Searobyrig o Old Sarum, en 552. También figura en la Crónica anglosajona que en 556 ganó una batalla a los Britanos en Beranburh -identificada en la actualidad como el castillo de Barbury-, junto a su hijo Ceawlin. Si eso fuera correcto, habría más imprecisiones en la Crónica, pues en ella aparece que Cerdic llegó junto con su padre a Bretaña en 495. El historiador David Dumville ha sugerido que las fechas reales del reinado de Cynric pudieran ser posteriores, entre 554 y 581.

## Etimología
El nombre de Cynric procede del idioma anglosajón y viene a significar algo así como parentesco-mandatario. Al igual que su predecesor Cerdic y su sucesor Ceawlin, su nombre tiene una etimología alternativa, vinculada con el término celta "cunorix", que vendría a significar monarca-perro en anglosajón. En 1967 se encontró una piedra en Wroxeter en contexto prerromano con la inscripción CUNORIX MACUS MA QVI COLINE. Esto, aparentemente en idioma gaélico, sería otra reminiscencia etimológica.

## Cynric en la cultura popular
- En 2004, en la película El rey Arturo: La verdadera historia que inspiró la leyenda, Cerdic y Cynric eran presentados como invasores sajones y eran asesinados, respectivamente, por el Rey Arturo y por Lancelot en la batalla del Monte Badon. Cynric, en esa película, fue interpretado por Til Schweiger.